# Piacenza Rimorchi
La société U. Piacenza Rimorchi est une entreprise de carrosserie industrielle et un constructeur de remorques et de semi-remorques parmi les anciennes d'Italie. Elle dispose de deux usines en Italie, à Crémone et à Nusco dans la province d'Avellino.

## Histoire
La société U. Piacenza a été fondée en 1920 à Crémone par Umberto Piacenza pour la vulcanisation des pneumatiques et la fabrication de remorques agricoles. Très rapidement, les productions de la jeune entreprise sont appréciées et exportées vers les pays d'Afrique, notamment les colonies italiennes.
À la fin de la Seconde Guerre mondiale, la société présente sa première remorque routière de moyenne gamme. Pour faire face aux commandes qui affluent, la société lance la construction de nouveaux ateliers et ces locaux deviendront le siège social de l'entreprise. 
Cette première remorque est primée pour ses qualités de fiabilité et de robustesse. Dès 1950, la société s'intéresse aux citernes pour liquides mais surtout pour produits pulvérulents.
Il faut rappeler qu'en Italie, à cette époque, les camions étaient des combinaisons porteur plus remorque à 4 essieux chacun pour un PTRA de 44 tonnes au total, 22 tonnes sur chaque véhicule. Contrairement à la France, les transporteurs ne pouvaient pas mélanger les matières transportées. Les citernes pour liquides étaient dédiées à un type de produits. les liquides comestibles vin et lait ne pouvaient pas être transportés dans la même remorque, même après lavage ou désinfection. Les remorques pour ciment étaient très particulières. Jusqu'en 1975, il n'y avait quasiment pas de semi-remorques en Italie, formule pénalisée par un PTRA de 34 tonnes seulement sur 5 essieux contre 44 tonnes pour un attelage porteur plus remorque.
À la fin des années 1960, Umberto Piacenza confie la direction de la société à ses fils qui accentuent la présence de la marque à l'exportation. Pendant plus de 20 ans, les remorques et semi-remorques maintiendront une position dominante sur les marchés africains où la société avait créé des filiales ou un réseau de constructeurs sous licence en accord avec les gouvernements de Zambie et Nigeria notamment.
Dès le début des années 1980, la société se crée d'autres opportunités en Irak et dans les Pays de l’Est, spécialement en Pologne où elle créera une filiale importante. 
L'activité est toujours florissante malgré un bouleversement des règles sur les dimensions et charges transportées en Italie. En effet, dès 1974, le gouvernement italien annonce vouloir mettre rapidement en application les règles qui devaient unifier le transport sur route en Europe. Tous les pays étaient tombés d'accord sur une charge à l'essieu de 12 tonnes (compromis entre les 10 tonnes prônées par de très nombreux pays et les 13 tonnes de la France, accord qui avait été négocié pendant plus de 10 ans !), le PTRA et la longueur maximale des ensembles semi-remorques et trains routiers. En 1974, la France refuse de signer la convention. L'Italie impose alors son code avec 12 tonnes à l'essieu tout en conservant les 44 tonnes pour les camions porteurs plus remorque mais sur 6 essieux seulement et les semi-remorques sur 5 essieux (à l'italienne : tracteur 4x2 et semi tandem plus essieu simple autodirecteur ou tracteur 6x2/2 et tandem sur semi. Pour les transports liés aux travaux publics dits Mezzo d'opera, les charges sont supérieures :  
En 2007, la société, qui fait maintenant partie de groupe SIMP Daytona SpA, spécialiste italien des remorques et semi-remorques pour les matériaux pulvérulents, s'est regroupée avec son compatriote Acerbi-Viberti SpA, spécialiste des remorques et semi-remorques citernes. 
En février 2010, un nouvel accord de coopération entre sociétés italiennes du secteur a regroupé Acerbi-Viberti, Cardi, Merker et Piacenza pour former la Compagnia Italiana Rimorchi qui, en 2015, est rachetée par le polonais Wielton qui possède déjà le français Fruehauf France.
En 2015, la société Piacenza Rimorchi est rachetée par une entreprise de Brescia, Sansavini, un des principaux fabricants d'essieux simples autodirecteurs italien. La reprise du constructeur de remorques et semi-remorques a nécessité une nouvelle homologation de tous les modèles et conçu un nouveau porte-conteneurs de 40 pieds ou 2 fois 20 pieds allongeables, baptisé Zoom.

## La gamme Piacenza Rimorchi 2018
- Remorques en châssis nus ou plateau avec ou sans ridelles, 2 ou 3 essieux,
- Semi-remorques :
  - Châssis nus à 2 ou 3 essieux, simples ou jumelés,
  - Plateaux avec ou sans ridelles,
  - Porte engins
  - Benne relevable arrière (carrière)[2] ou tri benne,
  - Porte conteneurs châssis fixe ou téléscopique,